# Koshantschikovius szunyoghyi
Koshantschikovius szunyoghyi är en skalbaggsart som beskrevs av S. Endrödi 1971. Koshantschikovius szunyoghyi ingår i släktet Koshantschikovius och familjen Aphodiidae. Inga underarter finns listade i Catalogue of Life.